# صموئيل واشنطن ودهاوس
صموئيل واشنطن ودهاوس (بالإنجليزية: Samuel Washington Woodhouse)‏ هو عالم طبيعي وجراح وعالم طيور أمريكي، ولد في 27 يونيو 1821 في فيلادلفيا في الولايات المتحدة، وتوفي بنفس المكان في 23 أكتوبر 1904.